# Lassi

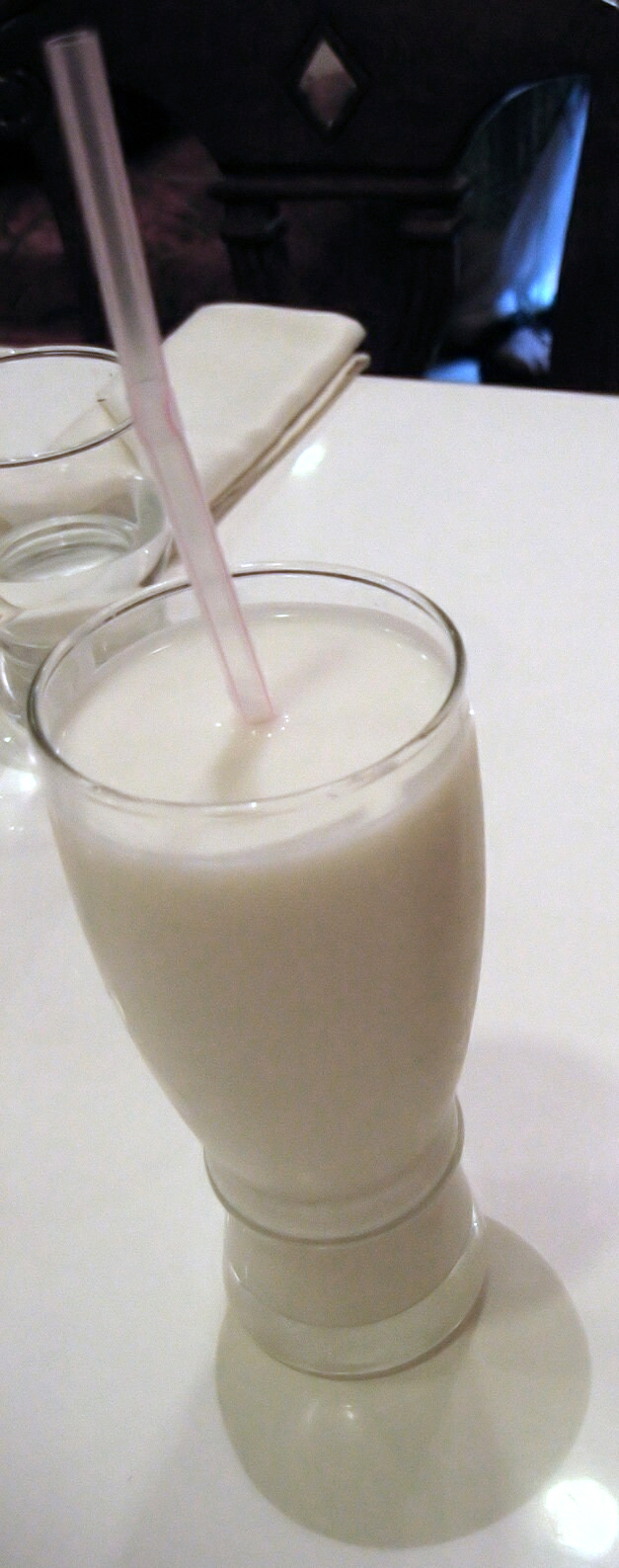
Ein Glas Lassi

Lassi (Hindi लस्सी lassī, Urdu لسی) ist die Bezeichnung für ein Joghurtgetränk aus dem südasiatischen Raum, vor allem aus Indien, Pakistan und Bangladesch. Es kommt in Varianten im weiteren asiatischen und osteuropäischen Raum vor, z. B. als Ayran in der Türkei und im Nahen Osten.
Lassi wird traditionell auf der Basis von Dahi hergestellt, das dem Joghurt entspricht und aus Kuh-, Büffel- oder auch Ziegenmilch hergestellt werden kann. Es ist eine Mischung aus Dahi, Wasser, Gewürzen und manchmal Obst. Das salzige Lassi ähnelt geschmacklich dem Ayran, während das moderne süße Lassi einem Milchshake ähnelt. Man trinkt es gern zu scharfen Speisen, da es – im Gegensatz zu anderen Getränken – durch den Fettgehalt die Schärfe des Essens mildert und seine Verdaulichkeit erhöht. Lassi ist (sofern kalt serviert) zudem ein erfrischendes Getränk. Mit Cannabis aufgegossen findet es als Bhang unter anderem in hinduistischen Religionsritualen Verwendung.
In Deutschland wird der Produktname Lassi von verschiedenen Herstellern für Joghurtgetränke mit Fruchtgeschmack verwendet.

## Herstellung und Ursprung
Auf Grundlage der Basisrezeptur wird Lassi aus Wasser oder Milch mit Joghurt im Mischungsverhältnis 1:1 (oder auch 1:2) hergestellt; die süße Variante enthält Zucker und Safran, Fruchtsaft oder pürierte Früchte (z. B. als Mango-Lassi), die salzig gewürzte Variante ist als Namkin-Lassi bekannt. Die Basis bildet Joghurt mit stark säuernden Kulturen (Streptococcus thermophilus und Lactobacillus bulgaricus).
Fast jedes asiatische Land hat ein eigenes Lassi-Rezept. So werden dem (Mango)/Joghurt/Wasser-Gemisch meist auch Pandanusessenz (Kewra-Water), Rosenwasser, Kardamom, Kreuzkümmel oder auch Essig und Zucker beigemischt. In Deutschland hergestelltes Lassi unterscheidet sich geschmacklich von asiatischem Lassi, da die verwendete Milch von anderen Rinderrassen stammt.
Eine indische Besonderheit stellt das sogenannte Bhang-Lassi dar, es enthält getrocknete Cannabisblätter oder -blüten und wird oft bei den ausgelassenen indischen Festen konsumiert, etwa während Shivaratri, einem Fest zu Ehren Shivas.
Bei industrieller Herstellung finden sich zumeist noch Verdickungsmittel wie Johannisbrotkernmehl und/oder Pektin darin.

## Geschichte
Schon in den Texten der vedischen Zeit fanden die ersten Milch- und Joghurtgetränke in Indien ihre Erwähnung. Im vedischen Opfer sind Speisen und Trank neben Lobpreisungen die vorrangigen Gaben der Menschen an die Götter, wobei nur wertvolle Nahrungsmittel den Göttern dargeboten wurden, darunter fielen auch die Milchprodukte. So wurde wichtigen Gästen auch ein (salziges) Lassi angeboten, wenn Wasser oder Tee als zu gewöhnlich galt.
Die fruchtigen und süßen Lassi entstanden an den Adelshäusern. Dort wollte man mit der wohltuenden kühlenden Wirkung und der vorgeblichen Gesundheitssteigerung noch einen Genuss verbinden.

## Ähnliche Getränke
- Ayran (Türkei)
- Dugh (Persien)
- Laban (Arabien)